# Anigozanthos rufus
Anigozanthos rufus là một loài thực vật có hoa trong họ Huyết bì thảo. Loài này được Labill. mô tả khoa học đầu tiên năm 1800.

## Hình ảnh

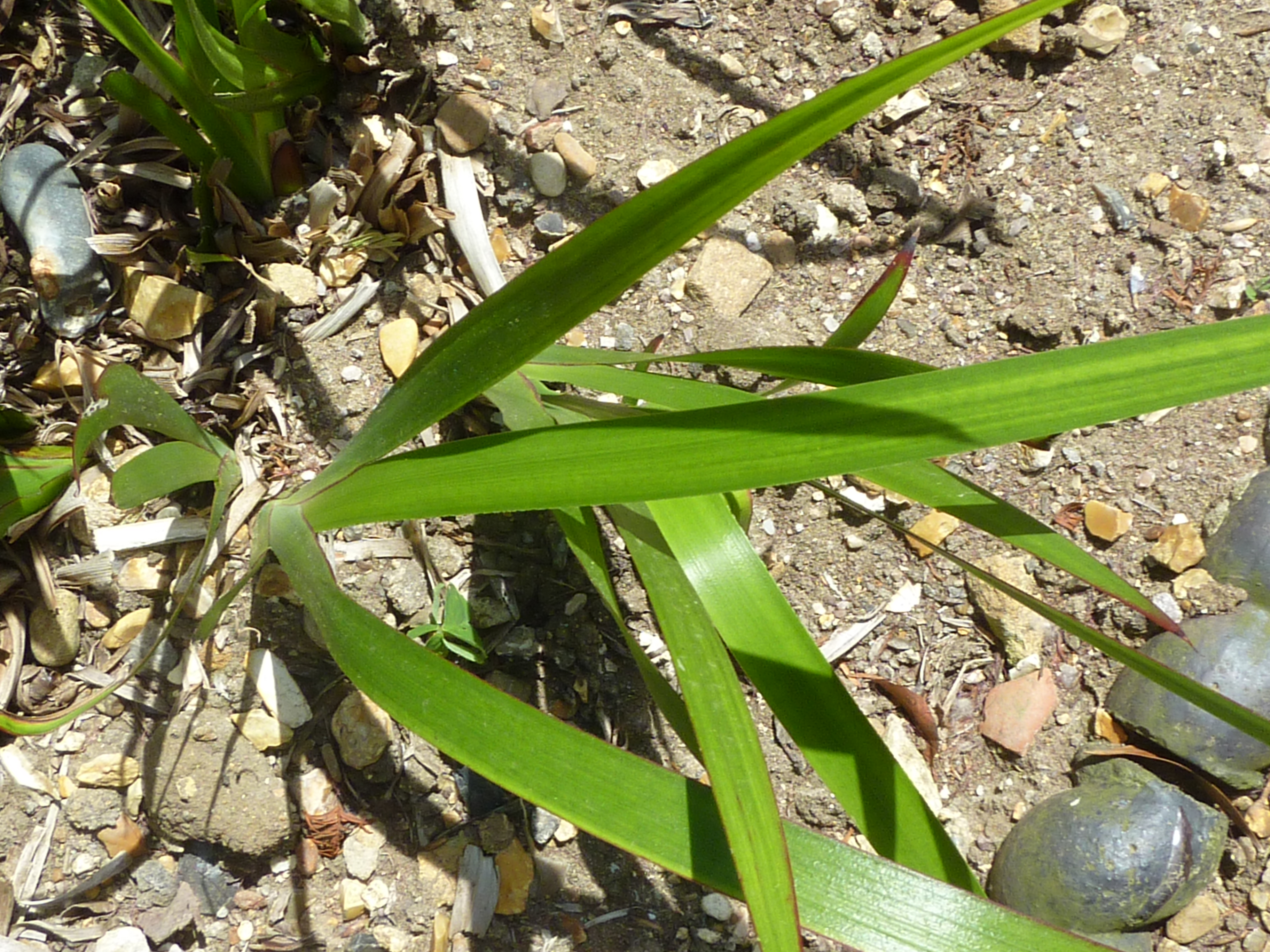
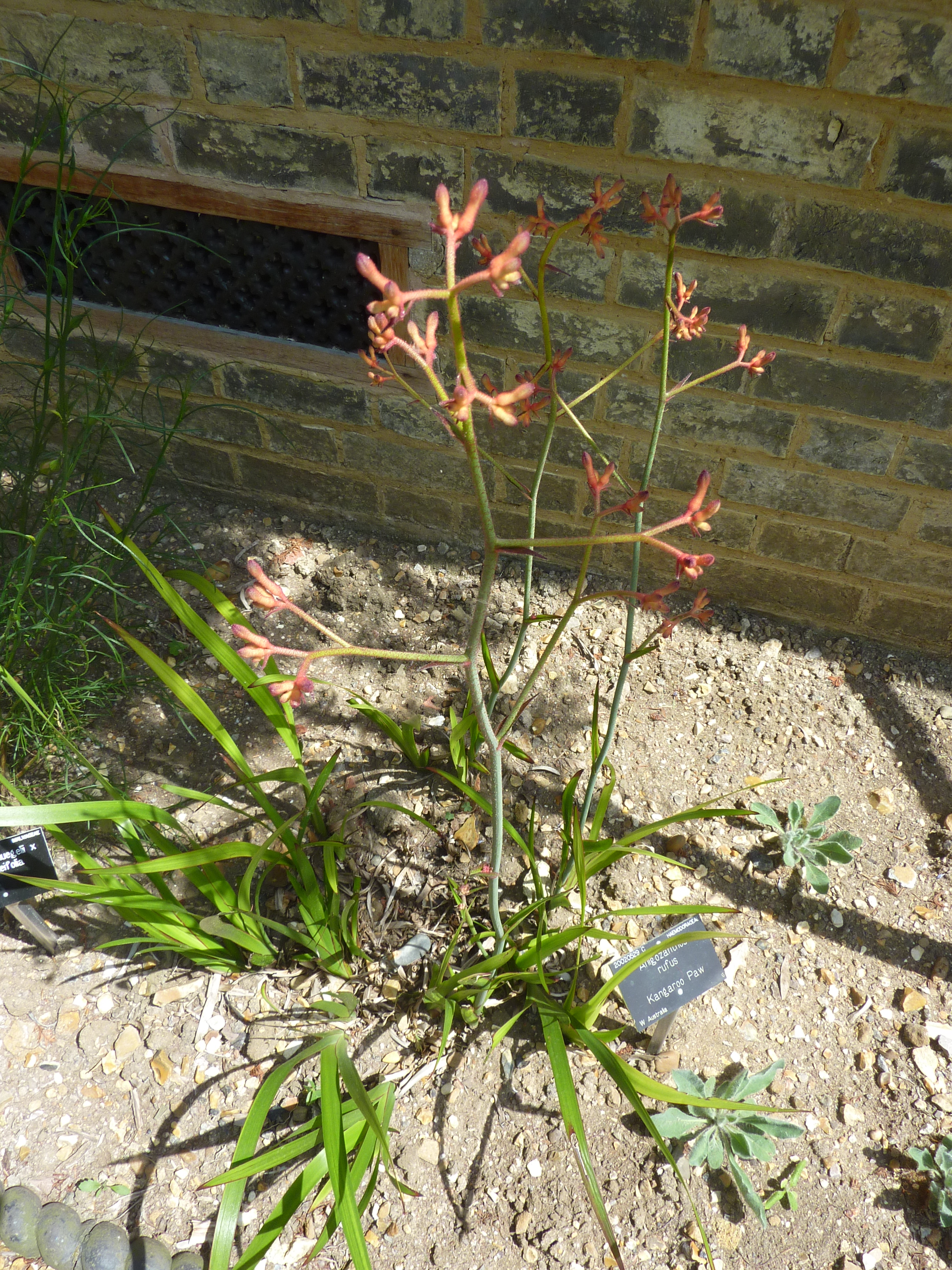
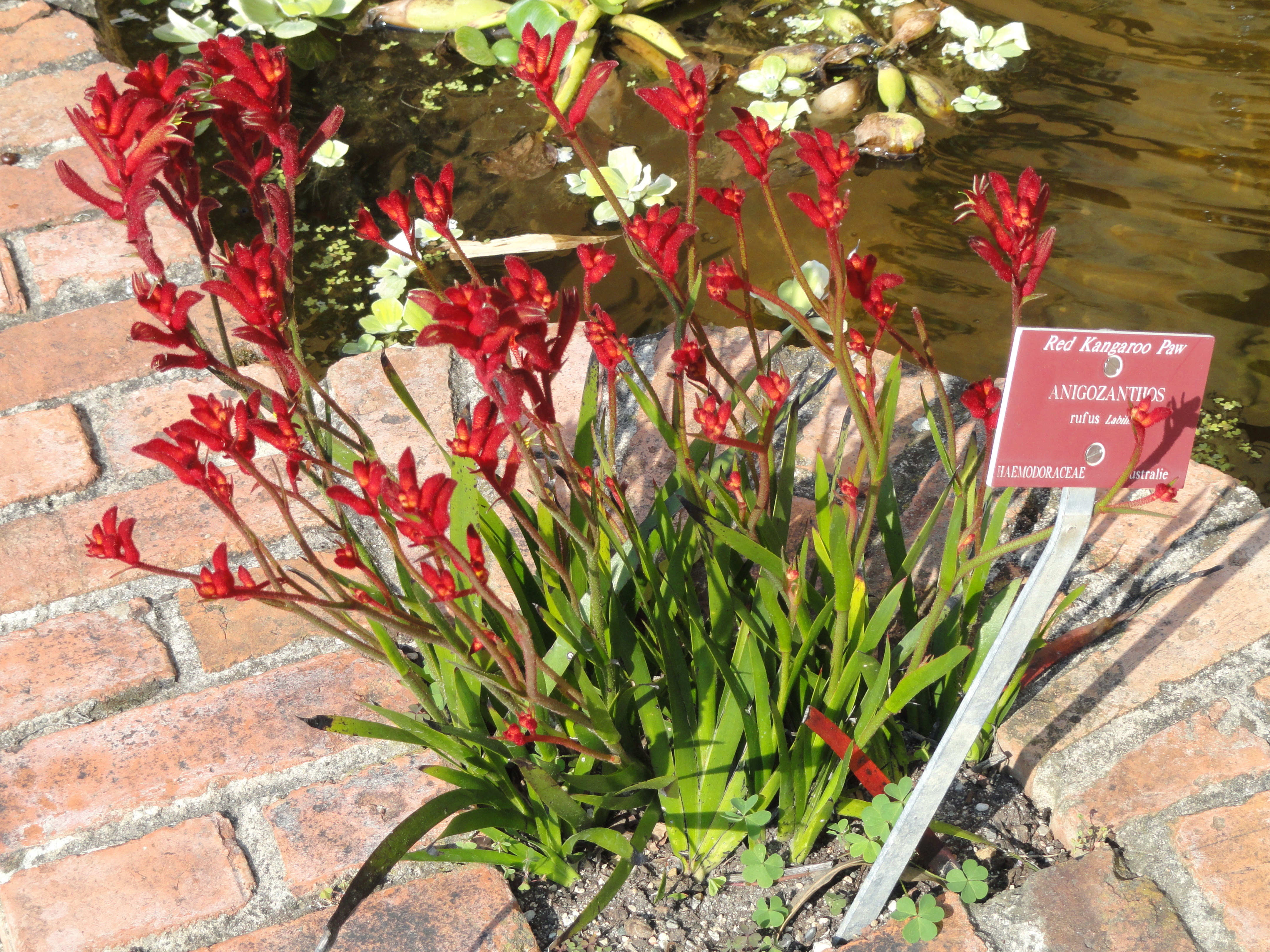